# Az aranygyapjú elrablása
Az aranygyapjú elrablása Rajnai András rendezésében 1989-ben készült 2 részes magyar tévéjáték.

## Történet
|  | Alább a cselekmény részletei következnek! |

Iaszón a városától távol nevelkedett. A kentaur Kheirón, a nevelője egy nap felfedte előtte az igazságot: a tudás önmagában semmit sem ér, a tudás értékét a helyes cselekvés dönti el. 
Iaszón apját, Aiszónt a gonosz Peliasz letaszította a trónról. A fiú ezután útnak indult, hogy visszakövetelje a trónt, és hogy bosszút álljon. Peliaszt, Poszeidón gyermekét rémálmok gyötörték,  Dodonába ment jóslatért.
Iaszón vándorlása során egy öregasszonnyal találkozott, aki arra kérte, hogy vigye át a folyó túlsó partjára. A fiú a sekély gázlónál teljesítette a kérést, de az egyik saruja beleragadt az iszapba, és elveszett. Az öreg asszony valójában a hókarú Héra volt, aki próbára tette az embereket, van-e bennük jóakarat, segítő szándék. Rengetegen közömbösen mentek el a vénasszony mellett, míg Iaszón meg nem jelent. Az istennő hálából segítséget ígért a fiúnak.
Peliasz udvarában Iaszón felfedte a kilétét, először ellenségesen fogadták, de a király – a jóslatra emlékezve – vendégül látta a „félsarus” idegent. Ráadásul egy pár aranysaruval is megajándékozta. Sőt, kész volt a trónját is átadni neki, egy feltétellel: ha Iaszón megszerzi az aranygyapjút.
A királyfi Pallasz Athéné segítségével hajót építtetett, majd összegyűjtötte a legbátrabb fiatalokat, az argonautákat. Ezek vezetőjeként egy kalandos hajóút során, az Argó hajóval a kis-ázsiai Kolkhiszba hajóztak, hogy megszerezzék a sárkánnyal őrzött aranygyapjút.
A kolkhiszi királylányt, Médeiát kétségek gyötörték, megidézte anyját, Hekatét, de alvilági istenség nem segített. Médeia kezdetben haraggal fogadta az argonautákat, de Héra és Aphrodité szerelemre lobbantották a varázslónőt Iaszón iránt, így a továbbiakban már segítette a királyfit, hogy teljesíthesse Aiétész király próbatételeit. Ezt követően Médeia Iaszónnal és az argonautákkal együtt Iolkoszba indult. Előtte a varázslónő leszúrta az öccsét, Apszürtoszt, testének darabjait pedig szétszórta a palota alatti labirintusban. Amíg Aiétész összeszedte a testrészeket, egérutat nyertek.
Médeia Iolkoszban, hogy visszaszerezze Iaszón számára a trónt, álruhában varázsfüveket vitt a palotába. Rávette Peliasz lányait, hogy fürdessék meg a szereket használva egy dézsában a király testét, attól ismét megfiatalodik. Peliasz nem kelt új életre, a bitorló elpusztult, azonban Iaszón nem akarta a gyilkossággal szerzett trónt elfoglalni. Az istennők felajánlották, hogy menjenek Korinthoszba, és éljenek a szerelemnek.
Iaszón sok-sok évvel később elhagyta Médeiát, és Kreuszát akarta feleségül venni. A varázslóasszony egy méreggel átitatott díszköntössel megölte vetélytársnőjét, és a lányát menteni igyekvő Kreón királyt is. Azután Médeia megölte a saját két gyermekét, hogy így is bosszút álljon a hűtlen Iaszónon.
|  | Itt a vége a cselekmény részletezésének! |

## Szereplők
- Tomanek Gábor – Iaszón
- Andai Györgyi – Médeia
- Juhász Jácint – Peliasz király
- Csernák János – Orpheusz
- Némethy Ferenc – Kheirón, a kentaur
- Thamir al Zadi – Aiszón
- Kőváry Judit – Héra istennő
- Szilvássy Annamária – Afrodité
- Medveczky Ilona – Pallasz Athéné
- Nagy Attila – Kreón
- Papadimitriu Athina – Hekaté
- Patkós Irma – Öregasszony
- Bozóky István – Aiétész
- Tallós Rita – Alkésztisz
- Holl Zsuzsa – Euadné
- Sárosi Gábor – A dodonai jós
- Józsa Imre – Apszürtosz
- Incze Ildikó – Eurilité
- Szabó Imre – Argó
- Házi Tánya – Kreusza
- Turóczy Zsuzsa – Amphinomé